# 比基尼大賽

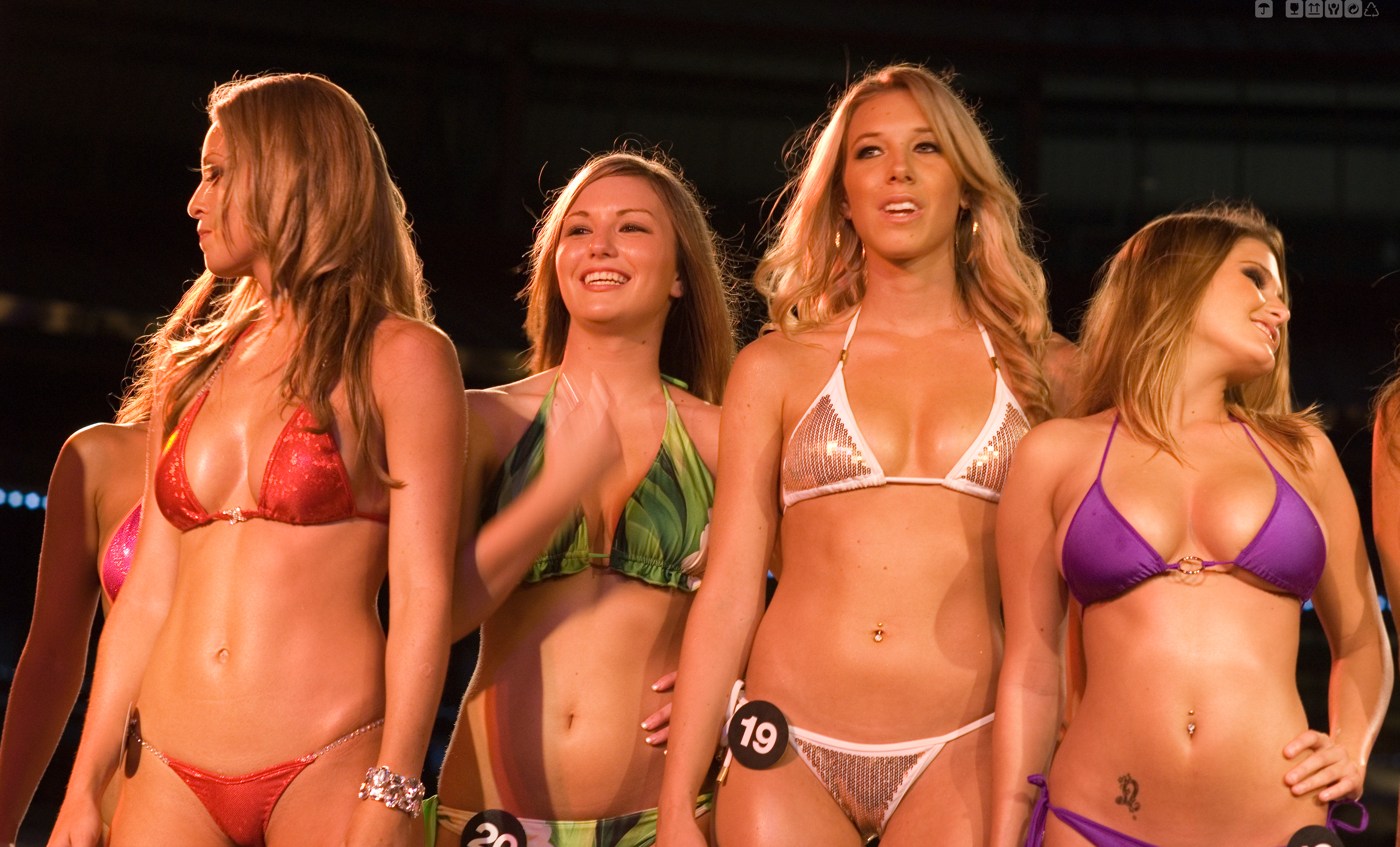
猫头鹰餐厅的比基尼比赛

比基尼大賽又稱泳装大赛，是指在参赛者穿着比基尼泳衣或泳装的情况下进行评比和排名的选美比赛。评选标准之一是选手的外表魅力。四大国际选美比赛（世界小姐、环球小姐、国际小姐和地球小姐）中都有比基尼大賽這一環節。

## 争议
尽管参赛者是出于自愿参赛，比基尼大赛常被批评过度加强女性对容貌的意识、物化女性。哥伦比亚举办的儿童比基尼大赛（Miss Tanguita）更因涉及儿童而备受批评。